# Liste der Klassischen Philologen an der Universität Graz
Die Klassische Philologie an der Universität Graz ging im 19. Jahrhundert aus den literaturwissenschaftlich-ästhetischen Fächern hervor. Erstmals wurde 1813 eine Professur für „lateinisch-classische Literatur“ eingerichtet. Im Zuge der Reform des österreichischen Bildungswesens im Jahr 1848 wurden 1850 zwei Lehrstühle für „classische Philologie und Ästhetik“ eingerichtet. Karl Schenkl war 1863 der erste Grazer Philologieprofessor, dessen Lehrstuhl ausschließlich für „classische Philologie“ ausgerichtet war.
Angegeben ist in der ersten Spalte der Name der Person und ihre Lebensdaten, in der zweiten Spalte wird der Eintritt in die Universität angegeben, in der dritten Spalte das Ausscheiden. Spalte vier nennt die höchste an der Universität Graz erreichte Position. An anderen Universitäten kann der entsprechende Dozent eine noch weitergehende wissenschaftliche Karriere gemacht haben. Die nächste Spalte nennt Besonderheiten, den Werdegang oder andere Angaben in Bezug auf die Universität oder das Seminar. In der letzten Spalte stehen Bilder der Dozenten, sofern es lizenzkonforme gibt.
| Wissenschaftler                             | von       | bis       | Funktionen      | Bemerkungen | Bild |
| ------------------------------------------- | --------- | --------- | --------------- | --- | ---- |
| Albert Muchar (1786–1849)                   | 1827      | 1849      | Ordinarius      | Professor für Ästhetik und „altclassische Literatur“, Dekan und Rektor der Universität, erforschte besonders historische Regionalgeografie                                                  |      |
| Karlmann Tangl (1799–1866)                  | 1850      | 1863      | Ordinarius      | Nachfolger Muchars, betrieb hauptsächlich innerösterreichische Geschichtsforschung |      |
| Emanuel Hoffmann (1825–1900)                | 1850      | 1856      | Extraordinarius | Spezialist zur Patristik, wechselte 1856 an die Universität Wien, wo er das Philologische Seminar neu organisierte                                                                          |      |
| Max Theodor von Karajan (1833–1914)         | 1857      | 1904      | Ordinarius      | Sohn von Theodor von Karajan; Privatdozent, 1859 außerordentlicher Titularprofessor, 1863 Extraordinarius, 1867 Ordinarius; organisierte den Neubau des Instituts                           |      |
| Karl Schenkl (1827–1900)                    | 1863      | 1875      | Ordinarius      | Nachfolger Tangls, begründete 1863 das Seminar; Spezialist zur Patristik, Herausgeber verschiedener Fachzeitschriften und Reihen                                                            |      |
| Wilhelm Kergel (1822–1891)                  | 1871      | 1891      | Ordinarius      | als dritter Ordinarius 1871 berufen |      |
| Otto Keller (1838–1927)                     | 1875      | 1881      | Ordinarius      | Nachfolger Schenkls, wechselte 1881 nach Prag; forschte hauptsächlich zum Dichter Horaz und zur Zoologie der Antike                                                                         |      |
| Alois Goldbacher (1837–1924)                | 1882      | 1908      | Ordinarius      | Nachfolger Kellers, vorher Ordinarius in Czernowitz; |      |
| Heinrich Schenkl (1859–1919)                | 1892      | 1917      | Ordinarius      | Nachfolger Kergels, Sohn von Karl Schenkl; zunächst Extraordinarius, 1896 Ordinarius; wechselte 1917 nach Wien                                                                              |      |
| Richard Cornelius Kukula (1862–1919)        | 1905      | 1919      | Ordinarius      | Nachfolger Karajans; zunächst Extraordinarius, 1909 Ordinarius; Spezialist für römische Dichtung                                                                                            |      |
| Josef Mesk (1869–1946)                      | 1909 1917 | 1914 1940 | Ordinarius      | Nachfolger Goldbachers als Extraordinarius; wechselte 1914 nach Wien, kehrte 1917 als Ordinarius nach Graz zurück (Nachfolger Schenkls); Spezialist zum griechisch-römischen Drama und Epos |      |
| Richard Meister (1881–1964)                 | 1918      | 1920      | Extraordinarius | Nachfolger Mesks; wechselte 1920 als Ordinarius nach Wien |      |
| Karl Prinz (1872–1945)                      | 1919      | 1939      | Ordinarius      | Nachfolger Kukulas; Spezialist zur augusteischen und nachklassischen römischen Literatur |      |
| Karl Mras (1877–1962)                       | 1921      | 1933      | Extraordinarius | Nachfolger Meisters; ging 1933 als Ordinarius nach Wien |      |
| Otmar Schissel von Fleschenberg (1884–1943) | 1919      | 1943      | Extraordinarius | Privatdozent, 1923 titularer Extraordinarius, 1926 planmäßiger Extraordinarius; Spezialist zur Spätantike und zu Byzanz                                                                     |      |
| Carl Koch (1907–1956)                       | 1940      | 1945      | Extraordinarius | Lehrstuhlvertreter, seit 1943 als Extraordinarius anstelle Schissel von Fleschenbergs; 1947 Ordinarius in Erlangen                                                                          |      |
| Hans Gerstinger (1885–1971)                 | 1940      | 1960      | Ordinarius      | Nachfolger Prinz’ |      |
| Endre von Ivánka (1902–1974)                | 1947      | 1969      | Ordinarius      | 1947 Nachfolger Kochs; 1961 Ordinarius für Byzantinistik |      |
| Karl Vretska (1900–1983)                    | 1961      | 1971      | Ordinarius      | Nachfolger Ivánkas als Extraordinarius, 1964 Ordinarius |      |
| Franz Stoessl (1910–1988)                   | 1961      | 1981      | Ordinarius      | Nachfolger Gerstingers |      |
| Eugen Dönt (1939–2022)                      | 1971      | 1981      | Ordinarius      | Nachfolger Vretskas; wechselte nach Wien |      |
| Franz Ferdinand Schwarz (1934–2001)         | 1982      | 1996      | Ordinarius      | Nachfolger Stoessls |      |
| Henriette Harich-Schwarzbauer (* 1955)      | 1982      | 2002      | Extraordinaria  | Wissenschaftliche Assistentin, 1992 Assistenzprofessorin, 1997 habilitiert, vertrat als außerordentliche Professorin Schwarz’ Lehrstuhl; wechselte als Ordinaria nach Basel                 |      |
| Walter Pötscher (1928–2004)                 | 1982      | 1997      | Ordinarius      | Nachfolger Dönts |      |
| Malte Hossenfelder (1935–2011)              | 1991      | 2003      | Professor       | Philosophiehistoriker und Philosoph, Spezialist für griechische und römische Philosophie |      |
| Eveline Krummen                             | 1999      | 2021      | Ordinaria       | Nachfolgerin Pötschers, Professorin für Gräzistik |      |
| Christine Ratkowitsch (* 1953)              | 2006      | 2016      | Gastprofessorin | vertrat 2006–2016 die Latinistik an der Universität Graz |      |
| Ursula Gärtner (* 1965)                     | 2016      |           | Ordinaria       | Nachfolgerin von Schwarz, Professorin für Latinistik |      |
| Markus Hafner                               | 2023      |           | Extraordinarius | Erster assoziierter Professor auf einer Tenure-Track-Stelle am Institut; Professor für Klassische Philologie (Gräzistik)                                                                    |      |

Erster Lehrstuhl (Ordinariat, 1909–1964 Extraordinariat):
- 1827–1849: Albert Muchar
- 1850–1863: Karlmann Tangl
- 1863–1875: Karl Schenkl
- 1875–1881: Otto Keller
- 1882–1908: Alois Goldbacher
- 1909–1914: Josef Mesk (Extraordinarius)
- 1918–1920: Richard Meister (Extraordinarius)
- 1921–1933: Karl Mras (Extraordinarius)
- 1926–1943: Otmar Schissel von Fleschenberg (Extraordinarius)
- 1943–1945: Carl Koch (Extraordinarius)
- 1947–1961: Endre von Ivánka (Extraordinarius)
- 1961–1971: Karl Vretska (1964 Ordinarius)
- 1971–1981: Eugen Dönt
- 1982–1997: Walter Pötscher
- 1999–2021: Eveline Krummen

Zweiter Lehrstuhl (Extraordinariat, zeitweise Ordinariat):
- 1850–1856: Emanuel Hoffmann
- 1863–1904: Max Theodor von Karajan (1867 Ordinarius)
- 1905–1919: Richard Cornelius Kukula (1909 Ordinarius)
- 1919–1939: Karl Prinz (Ordinarius)
- 1940–1960: Hans Gerstinger (Ordinarius)
- 1961–1981: Franz Stoessl (Ordinarius)
- 1982–1996: Franz Ferdinand Schwarz (Ordinarius)
- 1997–2002: Henriette Harich-Schwarzbauer (Lehrstuhlvertreterin)
- 2006–2016: Christine Ratkowitsch (Gastprofessorin)
- seit 2016: Ursula Gärtner (Ordinaria)

Dritter Lehrstuhl (Ordinariat):
- 1871–1891: Wilhelm Kergel
- 1892–1917: Heinrich Schenkl
- 1917–1940: Josef Mesk